# See You All in Hell
See You All in Hell è un EP della band gallese Funeral for a Friend, pubblicato il 7 novembre 2011. È l'ultimo lavoro con Ryan Richards alla batteria, prima dell'addio nel 2012.

## Storia
L'annuncio della pubblicazione dell'EP è stato dato il 28 settembre 2011: See You All in Hell esce in contemporanea con la pubblicazione in vinile di Welcome Home Armageddon, l'album pubblicato dalla band alcuni mesi prima. La prima traccia High Castles viene però caricata su Internet dalla band già a partire dal 13 ottobre.

## Background
La band ha spiegato di voler pubblicare qualcosa di speciale come completamento di Welcome Home Armageddon.

## Critica
Chris Jefferies per Virgin ha assegnato all'EP una valutazione di 6/10, considerando che il sound della band viene qui portato in troppe direzioni diverse, dall'aggressività dell'ottima prima traccia, al remix di Medicated (considerato comunque uno dei punti di forza del disco) alle canzoni acustiche in cui la voce di Matt suona un po' stanca. Contactmusic giudica il disco in maniera positiva, affermando che sebbene non tutte le tracce siano all'altezza della fama della band, nel complesso è un buon EP che fornisce una diversa prospettiva alle canzoni di Welcome Home Armageddon e ne aumenta anche la capacità di piacere. Anche Punknews dà un buon giudizio al disco (3,5/5), ritenendo che la band sia in ottima forma e pronta per lavorare con profitto all'album successivo. Sullo stesso tono ThisisfakeDIY (7/10), che elogia anche il remix di Medicated e le due versioni acustiche, dicendo che i fan del gruppo non avranno difficoltà ad apprezzare See You All in Hell.

## Titolo e canzoni
Il titolo dell'EP viene da una frase nella canzone Welcome Home Armageddon, contenuta nell'album omonimo

La prima canzone, High Castles, è l'unica originale contenuta nel disco, e presenta un sound ancora più duro rispetto sia ai primi lavori della band, sia all'ultimo album. I Funeral for a Friend l'hanno descritta come una buona indicazione su che direzione prenderà la band nei prossimi album. Will to Die è una cover degli Strife, uno dei gruppi preferiti di sempre dalla band, contenuta come sesta traccia sull'album del 1997 In This Defiance. Le canzoni successive sono tutte rielaborazioni di tracce presenti su Welcome Home Armageddon. Medicated è remixata in chiave dubstep da LoveGadgetsHatesGizmos, un DJ gallese amico della band; le successive quattro sono state registrate dal vivo per l'emittente radiofonica XFM; le due tracce conclusive, infine, sono in versione acustica.

## Tracce
1. High Castles – 3:36
2. Will to Die (cover degli Strife) – 2:57
3. Medicated (LoveGadgetsHatesGizmos remix) – 4:12
4. Sixteen (live at XFM) – 2:52
5. Broken Foundation (live at XFM) – 3:32
6. Man Alive (live at XFM) – 2:51
7. Front Row Seats to the End of the World (live at XFM) – 3:36
8. Old Hymns (acoustic version) – 2:51
9. Welcome Home Armageddon (acoustic version) – 5:07

## Artwork
La copertina del CD riprende i temi del titolo, dato che raffigura un'automobile in corsa che sta per cadere in un baratro avvolto dalle fiamme.

## Formazione

### Band
- Matthew Davies-Kreye - voce
- Kris Coombs-Roberts - chitarra
- Gavin Burrough - chitarra e voce di fondo
- Ryan Richards - batteria e voce di fondo
- Richard Boucher - basso

### Personale aggiuntivo
- Romesh Dodangoda - produzione